# Diego Balcarce
Diego González Balcarce (Buenos Aires, 1784 - San Miguel de Tucumán, 1816) fue un militar rioplatense, guerrero de la guerra de la independencia.

## Sus inicios
Diego Balcarce era el hijo de un oficial del regimiento de Blandengues, el coronel catalán Francisco González Balcarce Lat, oriundo de Barcelona, y la porteña Victoria Damasia Martínez Fontes Bustamante, y el hermano mayor de los Balcarce: Juan Ramón, Antonio, Marcos, Lucas, José, y Francisco. Curiosamente, el único de los hermanos Balcarce que suele ser citado con el apellido completo de González Balcarce es Antonio; todos los demás son generalmente conocidos con el apellido Balcarce.
Diego se incorporó muy joven al cuerpo de Blandengues, caballería armada de lanza destinada a la lucha contra los indígenas.
Combatió durante las Invasiones Inglesas al Virreinato del Río de la Plata y en 1807 fue tomado prisionero junto con su hermano Marcos, y llevados a Inglaterra. 
Cuando Gran Bretaña se alió a España para combatir a Napoleón, fue llevado con su hermano a la península ibérica a unirse al ejército, manteniendo los grados de oficiales que tenían en el Río de la Plata. Su hermano Antonio pidió autorización para dejar su puesto en Montevideo y marchar a España a combatir con sus hermanos. Mientras estuvieron en Europa, lucharon al lado de José de San Martín. Diego llegó al grado de teniente coronel en la Península.

## Campaña al Paraguay
De regreso en Buenos Aires, Diego Balcarce se encontró con el estallido de la Revolución de Mayo y mientras su hermano Antonio marchaba con la Primera expedición auxiliadora al Alto Perú como segundo oficial de Francisco Ortiz de Ocampo, él se dirigió al Paraguay a las órdenes de Manuel Belgrano y  combatió en las batallas de Campichuelo, Paraguarí y Tacuarí.

## Segunda y Tercera Campaña al Alto Perú
Luego de esa expedición, se unió al Ejército del Norte en la Segunda expedición auxiliadora al Alto Perú, ahora acompañado de sus hermanos Juan Ramón y Marcos. En la batalla de Tucumán estuvo a cargo del "Regimiento de Caballería de Línea del Perú", luego rebautizado como "Dragones del Perú". Fue ascendido a coronel y comandó esa unidad durante el resto de la campaña. Su división fue el único cuerpo de caballería en sobrevivir relativamente intacto a la batalla de Ayohuma, luego de que los otros se disolvieran por falta de tropas, aunque de todas formas, estaban diezmados y necesitaban rearmase.
Participó también en la Tercera expedición auxiliadora al Alto Perú y combatió en la batalla de Venta y Media, luego de la cual reemplazó a Martín Rodríguez como comandante de toda el arma de caballería del Ejército del Norte. En la batalla de Sipe Sipe (1815), en 1815, su regimiento fue arrastrado lejos del campo de batalla y dispersado; muy enfermo, el coronel no logró reunirlos nuevamente, con lo que la mayor parte del regimiento desapareció. Tras permanecer oculto varios días, sus soldados lo llevaron a Tucumán en una camilla. Nunca se restableció realmente de su enfermedad. Su antigua unidad, los "Dragones del Perú", muy disminuidos, fueron fusionados con los "Dragones de la Patria" para formar los "Dragones de la Nación".
Falleció en Tucumán en 1816.